# 小吻擬花鮨
小吻擬花鮨，又稱小吻擬花鱸，為輻鰭魚綱鱸形目鱸亞目鮨科的其中一種，分布於西太平洋區，包括日本伊豆群島、菲律賓、所羅門群島、帛琉等海域，棲息深度35-60公尺，體長可達7.5公分，棲息在礁石區，為底棲性魚類，屬肉食性，生活習性不明。

## 擴展閱讀
維基物種上的相關：小吻擬花鮨